# Blastodacna hellerella
Blastodacna hellerella é uma espécie de insetos lepidópteros, mais especificamente de traças, pertencente à família Elachistidae.
A autoridade científica da espécie é Philogène Auguste Joseph Duponchel, tendo sido descrita no ano de 1838.
Trata-se de uma espécie presente no território português.